# Arquidiocese de Estrasburgo
A Arquidiocese de Estrasburgo (Archidiœcesis Argentoratensis o Argentinensis) é uma arquidiocese da Igreja Católica situada em Estrasburgo, na França. É fruto da elevação da Diocese de Estrasburgo, eregida no século IV. Seu atual arcebispo é Pascal Michel Ghislain Delannoy. Sua sé é a Catedral de Nossa Senhora de Estrasburgo.
Em 2017 possuía 767 paróquias assistidas por 697 párocos e cerca de 75,3% da sua população jurisdicionada batizada.

## História
A diocese de Estrasburgo é mencionada pela primeira vez em 343 com o santo Amando, primeiro bispo conhecido. No século V a cidade foi destruída pela invasão dos alamanos. Por volta do século VI, com a anexação da região em primeiro lugar no reino Merovíngio e depois pelos carolíngios, o cristianismo passou a se espalhar e ser reforçado pelo trabalho dos dois bispos santos, Arbogasto e Florêncio, missionários irlandeses e monges, entre eles deve-se mencionar São Columbano e São Gall.
No século IX, a diocese de Estrasburgo tornou-se parte da província eclesiástica da Arquidiocese de Mogúncia e assim permaneceu até a Revolução Francesa. Em 962 a Alsácia juntou-se ao Sacro Império Romano-Germânico. O bispado se tornou um estado cliente do Império do século XIII até 1803, com exceção de Estrasburgo, que tinha o estatuto de cidade livre desde 1262.
Durante a época da Reforma (século XVI), Estrasburgo e a Alsácia viam o conflito entre protestantes e católicos, uma luta que acendia sempre que a sé do bispo era deixado vago. Ambos os lados lutavam para impor seu próprio candidato, realizada sempre no dia da festa católica, desta forma conseguiram preservar uma Estrasburgo e região católicas, enquanto a catedral permaneceu como um centro de culto protestante.
Com a Paz de Vestfália de 1648, a Alsácia tornou-se o território do reino da França. Somente em 1681 volta a catedral da cidade ser de culto católico.
Durante a última parte do século XVII, a maioria de seus territórios foram anexados à França, perdeu grupos nas áreas em torno de Saverne, Molsheim, Bevefelden, Dachstein, Dambach, Kochersberg, Erstein, Kästenbolz, Rhinau e Mundat (na região que consiste em cidade de Rouffach, Soultz e Eguisheim). As anexações foram reconhecidas pelo Sacro Império Romano-Germânico com o Tratado de Ryswick de 1697. Somente a porção leste do rio Reno, que cruza a diocese, manteve-se parte do império, que incluía as áreas de Oberkirch, Ettenheim e Oppenau. O território restante foi secularizado em Baden em 1803.
Em 6 de outubro de 1822 pela bula Paternae charitatis do Papa Pio VII, Estrasburgo tornou-se parte da província eclesiástica da Arquidiocese de Besançon.
Em 14 de junho de 1874, nos termos do Decreto Rem in ecclesiastica da Congregação Consistorial, a diocese tornou-se imediatamente sujeita à Santa Sé. Em 10 de julho do mesmo ano adquiriu os territórios que haviam pertencido à Diocese de Saint-Die e que, após a Guerra Franco-Prussiana tornou-se alemã.
Em 19 de janeiro de 1935, os arcebispos de Toulouse ganharam o direito de acrescentar ao seu título os da diocese de Rieux e da diocese de Saint-Bertrand-de-Comminges, suprimidas.
A diocese foi elevada à categoria de arquidiocese em 1 de junho de 1988 pelo Papa João Paulo II, sem se tornar uma sé metropolitana. Os arcebispos são nomeados pelo presidente francês.

## Prelados
|                             | Nome                                               | Período    | Notas                                  |
| Arcebispos                  | Arcebispos                                         | Arcebispos | Arcebispos                             |
| --------------------------- | -------------------------------------------------- | ---------- | -------------------------------------- |
| 5º                          | Pascal Michel Ghislain Delannoy                    | 2024-      | Atual                                  |
| 4º                          | Luc Marie Daniel Ravel, C.R.S.V.                   | 2017-2023  | Arcebispo emérito                      |
| 3º                          | Jean-Pierre Grallet, O.F.M.                        | 2007-2017  | Arcebispo emérito                      |
| 2º                          | Joseph Pierre Aimé Marie Doré, P.S.S.              | 1997-2006  | Arcebispo emérito                      |
| 1º                          | Charles Amarin Brand                               | 1988-1997  |                                        |
| Bispos                      |                                                    |            |                                        |
| 100º                        | Charles Amarin Brand                               | 1984-1988  | Elevado à Arcebispo                    |
| 99º                         | Léon-Arthur-Auguste Elchinger                      | 1966-1984  |                                        |
| 98º                         | Jean Julien Weber, P.S.S.                          | 1945-1966  |                                        |
| 97º                         | Charles Joseph Eugène Ruch                         | 1919-1945  |                                        |
| 96º                         | Adolf Fritzen                                      | 1891-1919  |                                        |
| 95º                         | Peter Paul Stumpf                                  | 1887-1890  |                                        |
| 94º                         | Andreas Räß                                        | 1842-1887  |                                        |
| 93º                         | Johann Franz Lepape von Trevern                    | 1826-1842  |                                        |
| 92º                         | Claudius Maria Paul Tharin                         | 1823-1826  |                                        |
| 91º                         | Gustav Maximilian von Croy                         | 1819-1823  | Nomeado Arcebispo de Rouen             |
| 90º                         | Johann Peter Saurine                               | 1802-1813  |                                        |
| 89º                         | Louis-René-Édouard de Rohan-Guéménée               | 1779-1801  |                                        |
| 88º                         | Louis-César-Constantin de Rohan-Guémené-Montbazon  | 1757-1779  |                                        |
| 87º                         | Armand II de Rohan-Soubise                         | 1749-1756  |                                        |
| 86º                         | Armand I de Rohan-Soubise                          | 1704-1749  |                                        |
| 85º                         | Wilhelm Egon von Fürstenberg                       | 1683-1704  |                                        |
| 84º                         | Franz Egon von Fürstenberg                         | 1663-1682  |                                        |
| 83º                         | Leopoldo V da Áustria                              | 1607-1626  |                                        |
| 82º                         | Jean de Manderscheid                               | 1573-1592  |                                        |
| 81º                         | Erasmus Schenk von Limburg                         | 1541-1568  |                                        |
| 80º                         | Guillaume de Hohnstein                             | 1506-1541  |                                        |
| 79º                         | Alberto do Palatinato-Mosbach                      | 1479-1506  |                                        |
| 78º                         | Roberto do Palatinato-Simmern                      | 1440-1478  |                                        |
| 77º                         | Corrado di Busnang                                 | 1439-1440  |                                        |
| 76º                         | Guillaume de Diest                                 | 1393-1439  |                                        |
| 75º                         | Burcardo di Lützelstein                            | 1393-1394  | Bispo eleito                           |
| 74º                         | Ludovico di Thierstein, O.S.B.                     | 1393       | Bispo eleito                           |
| 73º                         | Frederik van Blankenheim                           | 1375-1393  | Nomeado Bispo de Utrecht               |
| 72º                         | Lambert de Buren                                   | 1371-1374  | Nomeado Bispo de Bamberg               |
| 71º                         | Johann von Luxemburg-Ligny                         | 1365-1371  | Nomeado Arcebispo de Mainz             |
| 70º                         | Jean de Lichtenberg                                | 1354-1365  |                                        |
| 69º                         | Berthold de Bucheck                                | 1328-1353  |                                        |
| 68º                         | Jean de Dirpheim                                   | 1306-1328  |                                        |
| 67º                         | Frédéric de Lichtenberg                            | 1299-1305  |                                        |
| 66º                         | Conrad de Lichtenberg                              | 1273-1299  |                                        |
| 65º                         | Henri de Geroldseck                                | 1263-1273  |                                        |
| 64º                         | Gautier de Geroldseck                              | 1260-1263  |                                        |
| 63º                         | Henri de Stahleck                                  | 1245-1260  |                                        |
| 62º                         | Berthold de Teck                                   | 1223-1244  |                                        |
| 61º                         | Henri de Veringen                                  | 1202-1223  |                                        |
| 60º                         | Conrad de Hunebourg                                | 1190-1202  |                                        |
| 59º                         | Henri de Hasebourg                                 | 1181-1190  |                                        |
| 58º                         | Conrad I de Geroldseck                             | 1179-1180  |                                        |
| 57º                         | Rodolfo                                            | 1162-1179  |                                        |
| 56º                         | Burchard I                                         | 1141-1162  |                                        |
| 55º                         | Gebeard von Urach                                  | 1131-1141  |                                        |
| 54º                         | Bruno von Hochberg                                 | 1129-1131  |                                        |
| 53º                         | Eberardo                                           | 1126-1127  |                                        |
| 52º                         | Bruno von Hochberg                                 | 1123-1126  |                                        |
| 51º                         | Kuno                                               | 1100-1123  |                                        |
| 50º                         | Balduin                                            | 1100       |                                        |
| 49º                         | Otto von Büren                                     | 1085-1100  |                                        |
| 48º                         | Thiepald                                           | 1079-1084  |                                        |
| 47º                         | Werner II von Achalm                               | 1065-1079  |                                        |
| 46º                         | Wizelin                                            | 1048-1065  |                                        |
| 45º                         | Guilherme da Baviera                               | 1030-1047  |                                        |
| 44º                         | Werner I de Asburgo                                | 1001-1029  |                                        |
| 43º                         | Amawich II, O.S.B.                                 | 999-1001   |                                        |
| 42º                         | Wilderold                                          | 992-999    |                                        |
| 41º                         | Erkanbald                                          | 965-991    |                                        |
| 40º                         | Udo IV                                             | 950-965    |                                        |
| 39º                         | Rutard                                             | 933-950    |                                        |
| 38º                         | Richwin                                            | 914-933    |                                        |
| 37º                         | Gozfrid                                            | 913        |                                        |
| 36º                         | Otbert                                             | 906-913    |                                        |
| 35º                         | Walramio                                           | 888-906    |                                        |
| 34º                         | Reginardo                                          | 876-888    |                                        |
| 33º                         | Ratoldo                                            | 840-875    |                                        |
| 32º                         | Ratoldo ou Batoldo                                 | ?          |                                        |
| 31º                         | Udo III                                            | ?          |                                        |
| 30º                         | Bernaldo                                           | 822-840    |                                        |
| 29º                         | Adalogo                                            | 817-822    |                                        |
| 28º                         | Erleardo                                           | ?-817      |                                        |
| 27º                         | Udo II                                             | 815-?      |                                        |
| 26º                         | Ratho                                              | 783-815    |                                        |
| 25º                         | Remígio de Estrasburgo                             | 765-783    |                                        |
| 24º                         | Ailidolfo                                          | ?          |                                        |
| 23º                         | Heddo                                              | 739-765    |                                        |
| 22º                         | Wandalfrido                                        | ?          |                                        |
| 21º                         | Witgern                                            | 728-?      |                                        |
| 20º                         | Udo I                                              | ?          |                                        |
| 19º                         | Gaudo (Gando)                                      | ?          |                                        |
| 18º                         | Gundoaldo                                          | ?          |                                        |
| 17º                         | Lobiolo                                            | ?          |                                        |
| 16º                         | Magneberto                                         | ?          |                                        |
| 15º                         | Rodobaldo                                          | ?          |                                        |
| 14º                         | Rotari                                             | 660-677    |                                        |
| 13º                         | Lamberto                                           | ?          |                                        |
| 12º                         | Gavino                                             | ?          |                                        |
| 11º                         | Aldo                                               | ?          |                                        |
| 10º                         | Magnus de Estrasburgo                              | ?          |                                        |
| 9º                          | Biolfo                                             | ?          |                                        |
| 8º                          | Ansaldo                                            | ?          |                                        |
| 7º                          | Florêncio                                          | 618-624    |                                        |
| 6º                          | Arbogasto                                          | ?-618      |                                        |
| 5º                          | Solario                                            | ?          |                                        |
| 4º                          | Valentino                                          | ?          |                                        |
| 3º                          | Maximino de Estrasburgo                            | ?          |                                        |
| 2º                          | Justino de Estrasburgo                             | ?          |                                        |
| 1º                          | Amando                                             | 344-346    |                                        |
| Bispos coadjutores          |                                                    |            |                                        |
|                             | Roger Joseph Heckel, S.J.                          | 1980-1982  | Faleceu                                |
|                             | Léon-Arthur-Auguste Elchinger                      | 1957-1966  |                                        |
|                             | Jean-Julien Weber, P.S.S.                          | 1945       | Arcebispo (título pessoal)             |
|                             | Pierre-Paul Stumpf                                 | 1881-1887  |                                        |
|                             | Andreas (André) Räß (Raess)                        | 1840-1842  |                                        |
|                             | Denis-Auguste Affre                                | 1840       | Nomeado Arcebispo de Paris             |
|                             | Louis-René-Edouard de Rohan-Guéménée               | 1760-1779  |                                        |
|                             | François-Armand-Auguste de Rohan-Soubise-Ventadour | 1742-1749  |                                        |
|                             | Armand-Gaston-Maximilien de Rohan de Soubise       | 1701-1704  |                                        |
|                             | Leopold Ferdinand von Österreich                   | 1599-1607  |                                        |
| Bispos auxiliares           |                                                    |            |                                        |
|                             | Gilles Reithinger, M.E.P.                          | 2021-2024  |                                        |
|                             | Vincent Dollmann                                   | 2012-2018  | Nomeado Arcebispo coadjutor de Cambrai |
|                             | Vincent Alexandre Édouard Élie Jordy               | 2008-2011  | Nomeado Bispo de Saint-Claude          |
|                             | Jean-Pierre Grallet, O.F.M.                        | 2004-2007  | Elevado à Arcebispo                    |
|                             | Christian George Nicolas Kratz                     | 2001-      | Atual                                  |
|                             | Léon Hégelé                                        | 1985-2000  |                                        |
|                             | Charles Amarin Brand                               | 1976-1981  | Nomeado Arcebispo de Mônaco            |
|                             | Franz Zorn von Bulach                              | 1901-1919  |                                        |
|                             | Charles Marbach                                    | 1891-1901  |                                        |
|                             | Jean Jacques (Johann Jakob) Lantz                  | 1786-1799  |                                        |
|                             | Toussaint Duvernin                                 | 1757-1785  |                                        |
|                             | Johann Franz Riccilli (Riccius)                    | 1739-1756  |                                        |
|                             | Jean Vivant                                        | 1729-1739  |                                        |
|                             | Louis Philippe d'Auneau de Visé                    | 1718-1729  |                                        |
|                             | Guillaume Tual                                     | 1715-1716  |                                        |
|                             | Johann Peter von Quentell                          | 1698-1699  | Nomeado Bispo auxiliar de Münster      |
|                             | Gabriel Haug                                       | 1646-1691  |                                        |
|                             | Paul Aldringen                                     | 1627-1644  |                                        |
|                             | Adam Betz (Petz)                                   | 1605-1626  |                                        |
|                             | Johann Delphius                                    | 1556-1582  |                                        |
|                             | Konrad Wickgram                                    | 1512-1535  |                                        |
|                             | Johann Ostwein, O.P.                               | 1497-1514  |                                        |
|                             | Jakob Flucke, O.P.                                 | 1455-1475  |                                        |
|                             | hermann                                            | 1447-1455  |                                        |
|                             | Egidio von Byderborch, O. Carm.                    | 1428-?     |                                        |
| Administradores apostólicos |                                                    |            |                                        |
|                             | Philippe Gabriel Marie Augustin Ballot             | 2023-2024  | Arcebispo-bispo de Metz                |
|                             | Pierre-Paul Stumpf                                 | 1883-1887  |                                        |
|                             | Leopold Wilhelm Erzherzog von Österreich           | 1626-1662  |                                        |
|                             | Carlos III de Lorena-Vaudémont                     | 1592-1607  |                                        |
|                             | Lambert de Buren                                   | 1374-1375  |                                        |